# 750
| [ Edytuj tabelę ]          |                                         |
| Król Asturii               | - 739 Alfons I 757                      |
| Cesarz Bizancjum           | - 741 Konstantyn V Kopronim 775         |
| Chan Bułgarii              | - 738 Sewar 753                         |
| Cesarz Chin                | - 712 Tang Xuanzong 756                 |
| Król Essexu                | - 746 Swithred 758                      |
| Król Franków               | - 742 Childeryk III 751                 |
| Cesarz Japonii             | - 749 Kōken 758                         |
| Kalif                      | - 744 Marwan II 750 - 750 As-Saffah 754 |
| Patriarcha Konstantynopola | - 730 Anastazy 754                      |
| Król Longobardów           | - 749 Aistulf 756                       |
| Król Mercji                | - 716 Aethelbald 757                    |
| Król Nortumbrii            | - 737 Eadbert 758                       |
| Papież                     | - 741 Zachariasz 752                    |
| Doża Wenecji               | - 742 Teodato Ipato 755                 |
| Król Wessexu               | - 740 Cuthred 756                       |

Rok 750 / DCCL
stulecia: VII wiek ~
VIII wiek ~
IX wiek

lata: 740 «
745 «
746 «
747 «
748 «
749 «
750
» 751
» 752
» 753
» 754
» 755
» 760

## Wydarzenia
- Europa
  - król Longobardów Aistulf uderzył na tereny zależne od papiestwa
  - bitwa wojsk Strathclyde z Piktami pod Mugdock

- Azja
  - 25 stycznia – kalif Marwan II został pokonany w bitwie nad Wielki Zabem, Abbasydzi przejęli władzę w imperium arabskim

## Urodzili się
- 25 stycznia – Leon IV Chazar, cesarz Bizancjum w latach 775–780.

## Zmarli
- Wu Daozi, chiński malarz (ur. 680)